# さまぁ〜ずチャンネル
『さまぁ〜ずチャンネル』（英題：SUMMERS CHANNEL）は、YouTubeにて配信されるインターネットバラエティ番組。制作プロダクションはジーヤマ。

## 概要
お笑いコンビ・さまぁ～ずのYouTubeチャンネルとして2020年8月12日に予告動画を投稿して開設。番組側では8月14日に投稿された動画をもって初回配信としている。TBS系列で放送された『神さまぁ～ず』のスタッフが主要スタッフとして関わり、時おりゲストが出演したり、制作の主導権を出演者側でなくジーヤマが持つなどテレビ番組的側面も強い。
新たな媒体への挑戦にさまぁ～ず・大竹は「全部いっぺんに終わる恐怖を知っているので、何の仕事が来ても『こうした方が面白くなる』と、真剣に取り組まずにはいられない部分は、ある意味強みかもしれません。」と述べている。BitStar発表の2020年夏(7-9月)新チャンネル登録者数ランキング4位（20.6万人）。
番組は通常、港区虎ノ門トーセイビル内のジーヤマ本社内で撮影。ときおり近辺の屋外等でロケをすることもあるほか、出張して収録を行うこともある。
2021年2月17日には番組を通じ、さまぁ～ずとふかわりょうの冬季限定ユニット「ういんたぁ～す」を結成。1stシングル「夏も冬も」のミュージックビデオを公開した。
2025年6月21日、登録者100万人に到達した。

## 出演者

### レギュラー
- さまぁ〜ず（大竹一樹、三村マサカズ）

大竹一樹：■
三村マサカズ：■
※上記のイメージカラーは、さまぁ～ずチャンネルの動画内のそれぞれのテロップの色と同じ。
2022年4月30日分の配信で連続ドラマ『よだれもん家族』出演のため、大竹が出演を一旦休止することを表明。同5月14日配信分で三村も「大竹不在を嘆くコメントが多数あり悔しいこと」、「6月開催のさまぁ～ず単独ライブへの集中」を理由に数週間の出演休止を発表した。
当該回で製作スタッフは「僕らが勝手にやってるものだから、いつ休んでもいい条件にしていた」と述べており、両者不在となっても配信自体はゲストを呼ぶ形で続けた。

## 配信限定シングル
| 発売日        | タイトル                 | レーベル |
| ------------- | ------------------------ | -------- |
| 2021年2月17日 | 夏も冬も                 | ホリプロ |
| 2021年2月17日 | 夏も冬も-ボサノバmix-    | ホリプロ |
| 2023年3月3日  | 楽しく生きると決めたんだ | ホリプロ |

## ゲスト出演
- ウド鈴木
- 蛙亭
- カンニング竹山
- 薄幸（納言）
- ダイアン
- 西村瑞樹（バイきんぐ）
- 橋本直（銀シャリ）
- 濱家隆一（かまいたち）
- ハライチ
- ハリウッドザコシショウ
- ハリセンボン
- ヒコロヒー
- ふかわりょう
- フットボールアワー
- ぺこぱ
- 見取り図
- もう中学生
- ラランド
- ロッチ
- みなみかわ
- 河辺ほのか
- 渡部建（アンジャッシュ）
- おぎやはぎ
- タイムマシーン3号
- ザ・マミィ
- 岡野陽一

## スタッフ
- プロデュース・演出：水野達也
- 制作著作：ジーヤマ